# San Massimo
San Massimo es una localidad y comune italiana de la provincia de Campobasso, región de Molise, con 723 habitantes.

## Evolución demográfica
| Gráfica de evolución demográfica de San Massimo entre 1861 y 2001 |
|                                                                   |
| Fuente ISTAT - elaboración gráfica de Wikipedia                   |